# Diaea rubropunctata
Diaea rubropunctata är en spindelart som beskrevs av William Joseph Rainbow 1920. Diaea rubropunctata ingår i släktet Diaea och familjen krabbspindlar. Inga underarter finns listade i Catalogue of Life.